# 密尔方法
密尔方法（Mill's Methods）指是哲学家约翰·斯图尔特·密尔在其1843年的著作《逻辑体系》（A System of Logic）中描述的五种归纳方法，旨在阐明因果关系的问题。

## 方法

### 直接同意法
If two or more instances of the phenomenon under investigation have only one circumstance in common, the circumstance in which alone all the instances agree, is the cause (or effect) of the given phenomenon. ——John Stuart Mill，Mill, John Stuart. . John W. Parker. 1843: 454.
如果一个属性是一个必要条件，那么如果效果存在，它就必须始终存在。既然是这样，那么我们有兴趣查看存在效果的情况，并注意在那些被认为是“可能的必要条件”的属性中存在哪些属性，哪些不存在。显然，任何在效果出现时不存在的属性都不能成为效果的必要条件。这种方法在比较政治学中也被更普遍地称为最异体制设计（the most different systems design）。象征性地，该方法可以表示为：
A B C D 与 w x y z 一起出现
A E F G 与 w t u v 一起出现
——————————————————
因此，A是w的原因或结果。
为了进一步说明这一方法，请考虑两个结构不同的国家。A国是前殖民地，有一个中左翼政府，实行一个两级政府的联邦制度。B国从来就不是殖民地，有一个中左翼政府，实行单一制。两国共同的一个因素，在这种情况下的因变量，是他们有一个全民医疗保健系统。
比较上述国家的已知因素，比较政治学家会得出结论，位于光谱中左端的政府将是导致全民医疗保健系统的自变量，因为它是唯一的因素之一研究了两国之间哪些因素保持不变，并且这种关系的理论支持是合理的；中左政策通常包括全民医疗保健。

### 差异法
If an instance in which the phenomenon under investigation occurs, and an instance in which it does not occur, have every circumstance save one in common, that one occurring only in the former; the circumstance in which alone the two instances differ, is the effect, or cause, or an indispensable part of the cause, of the phenomenon. ——John Stuart Mill，Mill, John Stuart. . John W. Parker. 1843: 455.
这种方法也更普遍地被称为比较政治学中的最似体制设计（the most similar systems design）。
A B C D 与 w x y z 一起出现
B C D 与 x y z 一起出现
——————————————————
因此，A是w的原因或结果的一部分。
作为差异法的一个例子，考虑两个相似的国家。A国有一个中右翼政府，实行单一制，是一个前殖民地。B国有一个中右翼政府，同样实行单一制，但从来不是殖民地。两国之间的区别在于，A国乐于支持反殖民倡议，而B国则不支持。
差异方法将确定自变量是每个国家是否为前殖民地的地位，因变量支持反殖民倡议。这是因为，在比较相似的两个国家中，两者的区别在于它们以前是否是殖民地。这就解释了因变量值的差异，前殖民地比没有殖民地历史的国家更有可能支持非殖民化。

### 同异联合法
If two or more instances in which the phenomenon occurs have only one circumstance in common, while two or more instances in which it does not occur have nothing in common save the absence of that circumstance; the circumstance in which alone the two sets of instances differ, is the effect, or cause, or a necessary part of the cause, of the phenomenon. ——John Stuart Mill，Mill, John Stuart. . John W. Parker. 1843: 463.
该方法也简称为“联合法”，这个原则简单地代表了以上两种方法的联合。
象征性地，同异联合法可以表示为：
A B C 与 x y z 一起出现
A D E 与 x v w 一起出现，且B C 与 y z 一起出现
——————————————————
因此，A是x的原因或结果的一部分。

### 剩余法
Subduct from any phenomenon such part as is known by previous inductions to be the effect of certain antecedents, and the residue of the phenomenon is the effect of the remaining antecedents. ——John Stuart Mill，Mill, John Stuart. . John W. Parker. 1843: 465.
如果认为一系列因素会导致一系列现象，并且我们已经将除一个之外的所有因素与除一个之外的所有现象相匹配，那么剩余的现象可以归因于剩余的因素。
象征性地，剩余法可以表示为：
A B C 与 x y z 一起出现
已知 B 是 y 的原因
已知 C 是 z 的原因
——————————————————
因此，A是x的原因或结果。

### 变量法
Whatever phenomenon varies in any manner whenever another phenomenon varies in some particular manner, is either a cause or an effect of that phenomenon, or is connected with it through some fact of causation. ——John Stuart Mill，Mill, John Stuart. . John W. Parker. 1843: 470.
如果在导致现象的一系列环境中，该现象的某些属性与该环境中存在的某些因素同步变化，则该现象可以与该因素相关联。例如，假设发现各种含有盐和铅的水样都是有毒的。如果毒性水平随着铅的水平而变化，人们可以将毒性归因于铅的存在。
象征性地，伴随变化的方法可以表示为（±表示变化）：
A B C 与 x y z 一起出现
A±B C 结果为 x±y z
—————————————————————
因此，A和x是因果联系的
与前四种归纳法不同，伴随变化法不涉及排除任何情况。改变一个因素的大小会导致另一个因素的大小发生变化。